# 델 버티
델 버티(Dehl Berti, 1921년 1월 17일 ~ 1991년 11월 26일)는 미국의 배우, 텔레비전 배우이다.
푸에블로에서 태어났으며 로스앤젤레스에서 사망하였다. 사인은 심근 경색이다.

## 영화
- 파라다이스 (1988년)
- 래구나의 열기 (1987년)
- 불리즈 (1986년)
- 매트 헌터 (1985년)
- 늑대 인간의 습격 (1981년)
- 라스트 모히칸 (1977년)
- 세븐 얼론 (1974년)
- 제5전선 (1966년)
- 용감한 린티 (1954년)